# Ernst Lorenzen
Ernst Lorenzen (* 5. November 1876 in Wellsee; † 26. September 1954 in Langfeld bei Gelting) war ein deutscher Lehrer und Schriftsteller.

## Leben und Wirken
Ernst Lorenzen war ein Sohn des Hauptlehrers Theodor Lorenzen (* 1852 in Arnis; † 1907 in Suchsdorf) und dessen Ehefrau Catharine, geborene Henningsen (* 1848 in Eckernförde; † 1928 in Arnis). Er besuchte das Lehrerseminar in Eckernförde und unterrichtete danach in Suchsdorf, Winnemark, Schnelsen und Öspel. Eine letzte Stelle als Hilfsschullehrer hatte er im westfälischen Hagen. Im Ruhestand ging er in seine Heimatregion zurück und lebte in Angeln.
Als enthusiastischer Lehrer interessierte sich Lorenzen insbesondere für Hilfschulpädagogik und den methodischen Aufbau des Deutschunterrichts für Volksschulen. Außerdem schrieb er zur Heimat- und Volkskunde, zunächst in Westfalen, danach in Schleswig-Holstein. Er arbeitete nicht wie ein wissenschaftlicher Forscher, sondern primär wie ein Journalist. Daher nutzte er zumeist Sekundär-, anstatt mit Primärquellen.
Lorenzen publizierte sehr umfangreich. Er schrieb Beiträge zur Pädagogik, Lesetexte für Kinder und beschäftigte sich immer sehr mit Schriften für Jugendliche. Hinzu kamen kleine Erzählungen und ein in plattdeutscher Sprache verfasster Roman, der im alten Kiel spielt. Im östlichen Angeln notierte er zahlreiche Volkserzählungen, die er jedoch nicht veröffentlichte. 
Lorenzen beschäftigte sich insbesondere mit moderner Kunst, primär mit Malerei und Graphik. Er war verheiratet mit Paula Seehusen (* 1879 in Nübelfeld; † 1964 in Hagen).